# Творець відображень
«Творець відображень» — збірка поезій американського поета-лауреата Стенлі Кюніца, в якій зібрано вірші мовою оригіналу та їх український переклад авторства Богдана Бойчука. Для ілюстрування книги використані ксилографії художника Якова Гніздовського.
Вірші лауреата Пулітцерівської премії Стенлі Кюніца стилістично дуже складні, написані верлібром, тому важко піддаються перекладу. Імовірно через це збірка станом на 2017 рік залишалася єдиним українським перекладом творів поета. У перекладі Богдану Бойчуку вдалося зберегти стилістичні прийоми Кюніца.
Під час опитування журналу «Слово і час» щодо найкращих книжок 2003 року письменник і критик Григорій Гусейнов назвав збірку «Творець відображень» як друге місце в категорії «художній переклад»